# Hudjriyya (districte)
Hujriyya fou un districte del Iemen que prenia el nom de la tribu Hujriyya, a la governació de Taizz, subdividit a la meitat del segle xx en 4 nàhiyes.
Era un dels quatre districtes de la governació. El districte (qadà) estava situat a l'est del qadà de Makha i al sud-oest del de Taizz. És una zona muntanyosa on es cultiven cafè i cereals, i abundaven els ramats. Els rucs locals s'anomenaven sawrikiyya i eren molt apreciats. El 1952 el qadà tenia prop de 200.000 habitants.
La ciutat principal n'era Turbat al-Dhubhan, on residia el clan Shardjabi (Shirjab) de la tribu Hujuriyya (o Hogariyya) i on, vers 1950, vivien 500 persones de les que uns 100 eren jueus. La segona població era Dir Shawwar, on vivia el clan Hammad de la mateixa tribu.